# Парнас у сум'ятті
Парнас у сум'ятті (італ. Il Parnaso confuso) — опера композитора Крістофа Віллібальда Глюка, у формі azione teatrale. Прем'єра опери відбулася 24 січня 1765 року в палаці Шенбрунн у Відні, на весіллі Йосифа II та Марії Жозефи Баварської.

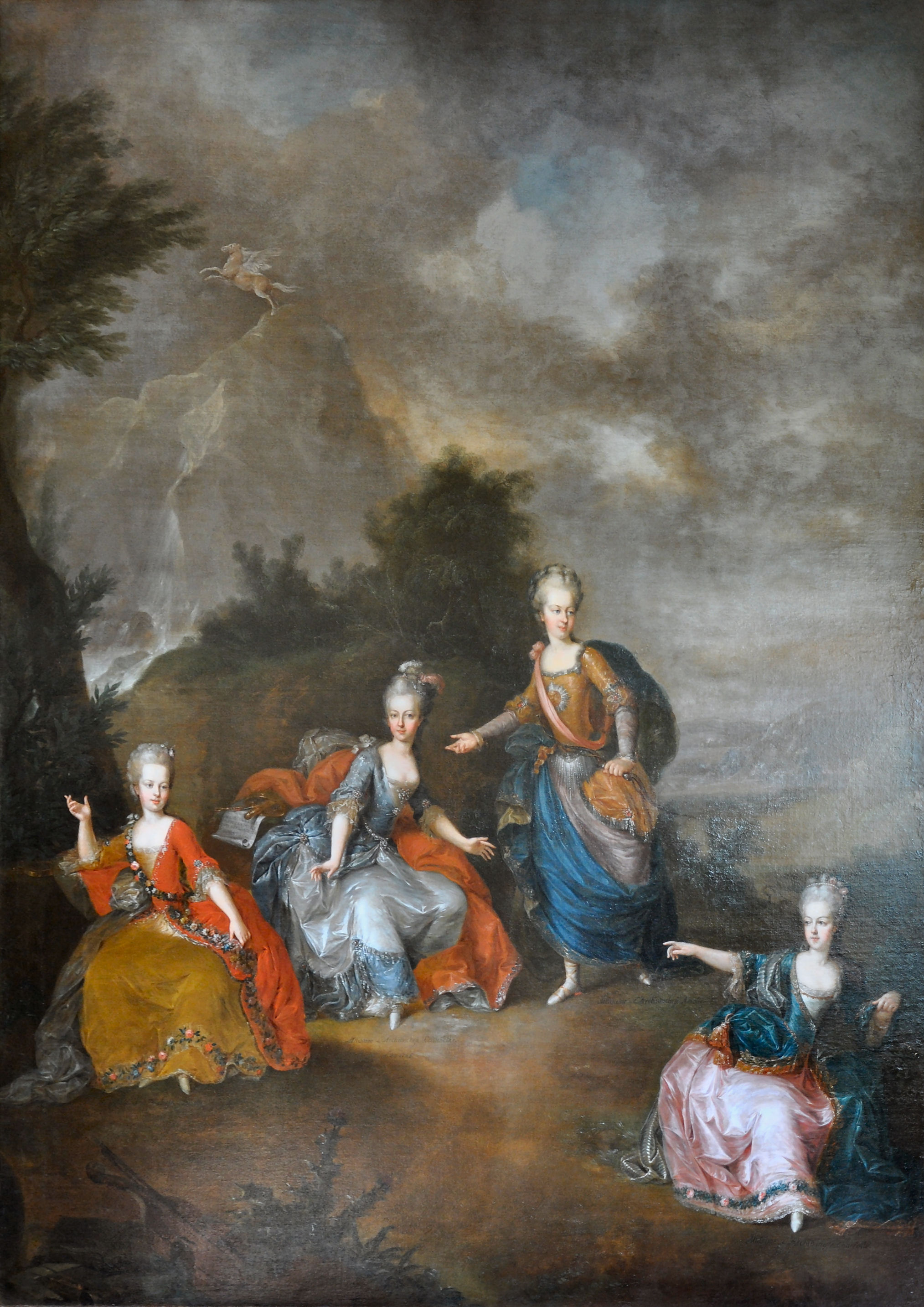
Ерцгерцогині виконують оперу «Парнас у сум'ятті» (Il Parnasso Confuso)

## Ролі
| Актор      | Роль                                     | Тип голосу |
| ---------- | ---------------------------------------- | ---------- |
| Аполлон    | Ерцгерцогиня Марія Амалія Австрійська    | Сопрано    |
| Мельпомена | Ерцгерцогиня Марія Єлизавета Австрійська | Сопрано    |
| Ерато      | Ерцгерцогиня Марія Кароліна Австрійська  | Сопрано    |
| Евтерпа    | Ерцгерцогиня Марія Йозефа Австрійська    | Сопрано    |

У опері брали участь майже усі імператорські діти. Леопольд II грав на клавесині та диригував оркестром. Троє наймолодших дітей підготували невеликий балет, під назвою «Le Triomphe de l'amour» (укр. Тріумф кохання), де Фердинанд та Марія-Антуанетта зіграли роль пари пастухів, а Максиміліан — Купідона.

## Сюжет
Дії відбуваються у священному лісі на схилі гори Парнас.
Три музи Мельпомена , Евтерпа та Ерато сидять без діла. Згодом до них прибуває схвильований Аполлон і закликає їх поспішати, адже Йосиф II стикається з «найяскравішою зіркою Баварії» (італ. la più lucida stella della bavara reggia) і вони мають відсвяткувати цей шлюб. Музи захоплюються і заявляють, що готові. Але коли Аполлон вказує на те, що весілля вже заплановано на наступний ранок, Мельпомена засмучується, через те, що часу надто мало і у неї немає сил розпочати завдання. З нею погоджуються Евтерпа та Ерато. Аполлон здивований цим занепокоєнням. Його слова переконують муз і вони готові допомогти.
Тепер музи починають свої роздуми. Мельпомені, музі трагедії, доводиться особливо тяжко тому, що сумна тема її поезії не підходить для весілля. Вона іде, щоб спокійно про це подумати. Тим часом Ерато і Евтерпа сперечаються про музичний супровід. Коли Ерато дістає свою цитру, Евтерпа пояснює, що тільки вона може знайти на ній потрібні ноти. Ерато не погоджується і виконує любовну пісню. Евтерпа справді вражена її майстерністю. Ерато дає їй маленьку флейту, щоб Евтерпа також могла продемонструвати свої вміння. Спочатку вона сумнівається, чи підходить цей інструмент для веслля та чи зможе вона видавати м'які ноти. Перш ніж спробувати, Мельпомена повертається, щоб попросити поради щодо вибору теми для поезії. Сестри вважають усі пропозиції недоречними. Коли Мельпомени немає, Евтерпа нарешті може виконати власну арію, і Ерато захоплюється її майстерністю. Вони вирішують об'єднати зусилля. Евтерпа пропонує описати в ньому щасливе майбутнє.
Перш ніж музи встигли погодитися, приходить Аполлон і кличе їх в Істер, оскільки весілля перенесено, а святкування вже почалося. Музи жахаються, що вони ще не завершили приготування. Мельпомена висловлює свій сором через це в арії. Аполлон не хоче мати з цим нічого спільного. Зрештою, вони не винні, але зараз вони не можуть підвести пару. Скромності та розгубленості має бути достатньо як виправдання. У своїй арії він пояснює це докладніше. Після останнього квартету разом вони ідуть вітати щасливу пару.